# A ciegas (película de 2013)
A ciegas (título original: In the Dark) es un telefilme estadounidense de drama, suspenso y misterio de 2013, dirigido por Richard Gabai, escrito por Shane Mathers, Lloyd S. Wagner y Bradford R. Youngs, musicalizado por Sean Murray, en la fotografía estuvo Scott Peck y los protagonistas son Elisabeth Röhm, Sam Page y Shannon Elizabeth, entre otros. Este largometraje fue producido por Check Entertainment, FishCorb Films, In The Dark y Poke Prod; se estrenó el 12 de enero de 2013.

## Sinopsis
Luego de un accidente, una mujer contrata a una persona para que la ayude, ya que ahora no puede ver. Al poco tiempo, se ve envuelta en una pelea por su vida, esto la lleva a tratar de aprender a mejorar los sentidos restantes para defenderse y así sobrevivir.